# Giro della Provincia di Reggio Calabria 2005
Il Giro della Provincia di Reggio Calabria 2005, sessantesima edizione della corsa e valida come evento del circuito UCI Europe Tour 2005 categoria 1.1, fu disputata il 28 marzo 2005, per un percorso totale di 175 km. Fu vinta dall'argentino Guillermo Rubén Bongiorno, al traguardo con il tempo di 4h29'16" alla media di 38,326 km/h.
Partenza da Palmi con 77 ciclisti di cui 74 portarono a termine il percorso.

## Ordine d'arrivo (Top 10)
| Pos. | Corridore           | Squadra      | Tempo    |
| ---- | ------------------- | ------------ | -------- |
| 1    | Guillermo Bongiorno | Panaria      | 4h29'16" |
| 2    | Samuele Marzoli     | Lampre       | s.t.     |
| 3    | Fabio Borghesi      | Miche        | s.t.     |
| 4    | Giuseppe Palumbo    | Acqua & Sap. | s.t.     |
| 5    | Artur Krzeszowiec   | Amore & Vita | s.t.     |
| 6    | Daniele Pietropolli | Tenax        | s.t.     |
| 7    | Moreno Di Biase     | Colombia     | s.t.     |
| 8    | Stefano Guerrini    | Panaria      | s.t.     |
| 9    | Dmitrij Konyšev     | LPR-Piacenza | s.t.     |
| 10   | Luca De Angeli      | Colombia     | s.t.     |